# 복성정
복성정 이영 또는 이진(福城君 李穎・李稹, 1435년 ~ 1487년)은 조선 전기의 왕실 종친이자 무신으로, 태종의 서자 경녕군 이비(敬寧君 李裶)의 서3남이다. 자는 수보(秀甫), 본관은 전주이다. 세종 때 시배에 입격하고, 선전관(宣傳官)을 역임하였다. 생전 작위는 복성정이었으나 사후 군으로 추증되어 복성군(福城君)이 되었다.
1425년생으로 태종이 왕세제 시절인 정안군일 때 효빈 김씨에게서 얻은 아들 경녕군 이비(敬寧君 李裶)의 서자로, 아들 중에는 일곱 번째 아들이었다. 그의 생모는 개성부부인 마씨인지 군부인 전주최씨인지는 불분명하다. 부인은 신부인 이천서씨로 직장(直長) 우(遇)의 딸과 결혼하여 3남을 두었다. 처음에 복성수에 봉작되었다가 세종 때 시배(試拜)에 등제하여 특별히 선전관에 제수되었다. 뒤에 정(正)으로 승작하고, 예종 때 종을 만든 공으로 명선대부에 올랐다. 특별히 사후 군으로 추증되어 증 정의대부 복성군에 증직되었다. 묘소는 경기도 양주군 장흥면 삼하리 내동에 안장되었고 표석이 있다.

## 가족 관계
- 조부 : 태종(太宗, 1367 ~ 1422)
- 조모 효빈 김씨(孝嬪 金氏, ? ~ 1454)
  - 부친 : 경녕군(敬寧君) 이비(李裶, 1403 ~ 1458)
  - 모친 : 미상
    - 부인 : 서우(徐遇)의 딸 신부인(愼夫人) 이천 서씨(利川 徐氏)
      - 장남 : 송양부수(松陽副守) 이은산(李銀山)
      - 며느리 : 마중지(馬仲智)의 딸 장흥 마씨
      - (첩)며느리 : 미상
        - 서손자 : 곡성감(谷城監) 이수(李琇)

      - 차남 : 안양부수(安養副守) 이옥산(李玉山)
      - 3남 : 금릉군(金陵君) 이금산(李錦山)
      - 며느리 : 현감(縣監) 황계손(黃繼孫)의 딸 창원 황씨
        - 손자 : 파릉군(巴陵君) 이경(李璥)
        - 손자 : 함평령(咸平令) 이진(李瑱)
        - 손자 : 서원군(西原君) 이구(李玽)

## 같이 보기
- 경녕군
- 복성군